# Jennifer Morton
Jennifer M. Morton (* nach 1980 in Lima) ist eine peruanisch-US-amerikanische Philosophin und Hochschullehrerin an der Pennsylvania State University. Ihr Schwerpunkt ist die Handlungs-, Moralphilosophie und politische Philosophie.
Morton besuchte das Colegio Franklin Delano Roosevelt in Lima, die dortige Amerikanische Schule in K-12-Form. Darauf studierte sie ab 2002 Philosophie an der Princeton University und an der Stanford University, wo sie 2008 promovierte. Sie lehrte darauf am Swarthmore College bis 2010 und am City College of New York bis 2018, dann am Princeton University Center for Human Values bis 2019, an der University of North Carolina, Chapel Hill, bis 2021 und seitdem an der PSU. Zusätzlich ist die Fellow am Center for Ethics and Education des Wisconsin Center for Education Research an der University of Wisconsin-Madison.
Ihr bisheriges Werk befasste sich u. a. mit den moralischen Kosten, die Studenten mit geringen Einkommen für die soziale Mobilität nach oben aufwenden. „The ethical challenge lies in striking a balance between resisting the pressure to adopt the dominant cultural norms when those conflict with our values and being flexible enough to adapt and thrive in that culture.“ (Die ethische Herausforderung liegt in einer Balancehaltung, dem Druck zu widerstehen, die dominanten kulturellen Normen zu übernehmen, wenn diese unseren Werten widersprechen, und flexibel genug zu sein, um sich an diese Kultur anzupassen und in ihr zu gedeihen.) Dafür erhielt sie u. a. den Grawemeyer Award für Bildung (education) im Jahr 2023.

## Schriften
- Moving Up Without Losing Your Way, Princeton University Press, 2019, ISBN 978-0691216935.
- Resisting Pessimism Traps: The Limits of Believing in Oneself*. In: Philosophy and Phenomenological Research. Band 104, Nr. 3, Mai 2022, ISSN 0031-8205, S. 728–746, doi:10.1111/phpr.12809.
- The Miseducation of the Elite*. In: Journal of Political Philosophy. Band 29, Nr. 1, März 2021, ISSN 0963-8016, S. 3–24, doi:10.1111/jopp.12208.

## Einzelbelege
1. ↑  The Center for Ethics & Education. Abgerufen am 18. Januar 2024 (amerikanisches Englisch).
2. ↑  The Price of Upward Mobility. 22. November 2019, abgerufen am 18. Januar 2024 (englisch).
3. ↑  2023 Education Recipient – Jennifer Morton – Grawemeyer Awards. 8. Dezember 2022, abgerufen am 19. Januar 2024 (amerikanisches Englisch).

| Personendaten    | Personendaten                           |
| ---------------- | --------------------------------------- |
| NAME             | Morton, Jennifer                        |
| ALTERNATIVNAMEN  | Morton, Jennifer M.                     |
| KURZBESCHREIBUNG | peruanisch-US-amerikanische Philosophin |
| GEBURTSDATUM     | 20. Jahrhundert                         |
| GEBURTSORT       | Lima                                    |